# Rugby Europe Championship
Rugby Europe Championship este al doilea nivel al rugbyului din Europa pentru echipele naționale, după Turneul celor Șase Națiuni. Denumit anterior Cupa Europeană a Națiunilor, turneul este poreclit Six Nations B. Formatul turneului a fost schimbat în septembrie 2016, urmând să se desfășoare anual, cu ultima echipă retrogradând în eșalonul trei.

## Istoric
Competiția s-a desfășurat pentru prima dată în anul 1935 între membrii Federației Internaționale de Rugby Amator (FIRA, acum Rugby Europe), înființată în anul 1934 din inițiativa Franței ca alternativă la International Rugby Board (acum World Rugby), creat și controlat de cele patru națiuni ale Regatului Unit. Franța fusese exclusă din Turneul celor Cinci Națiuni în 1931 pentru practici profesionale și joc violent. Prima ediție a constat într-un singur meci, Franța-Italia, care a fost câștigat de Franța cu scorul de 44–6. La ediția a doua au participat patru țări. Franța și-a adjudecat din nou trofeul după ce a trecut de Germania, în timp ce Italia a învins România la un punct diferență. Turneul FIRA nu a fost disputat din 1947 până în 1965, fiindcă Franța a fost reintegrată în Turneul celor Cinci Națiuni, cu excepția a două ediții, cele din 1952 și 1954.
Din 1965 până în 1994 competiția s-a desfășurat din nou în fiecare an sub denumirea „Cupa Europeană a Națiunilor FIRA”. Franța, participând cu echipa „Franța A”, a câștigat trofeul de 20 de ori și România de cinci ori (în 1969, 1975, 1977, 1981 și 1983). O controversă s-a născut în România în anul 2014 în ce privește renta viageră acordată pentru 51 de foști rugbiști care au luat parte la aceste victorii, Cupa Europeană a Națiunilor fiind considerată de Legea Sportului ca un Campionat European.

## Ediția 2014–2016

### Eșalonul întâi

Divizia 1A
Divizia 1B
Divizia 2A
Divizia 2B
Divizia 2C
Divizia 2D
Divizia 3A
Țări care participă la Turneul celor Șase Națiuni

Divizia 1A
     Divizia 1B
     Divizia 2A
     Divizia 2B
     Divizia 2C
     Divizia 2D
     Divizia 3A
     Țări care participă la Turneul celor Șase Națiuni
| Divizia 1A                                                   | Divizia 1B                                                                |
| ------------------------------------------------------------ | ------------------------------------------------------------------------- |
| - Georgia - România - Rusia - Spania - Portugalia - Germania | - Belgia - Republica Moldova - Polonia - Ucraina - Suedia - Țările de Jos |

### Eșalonul al 2-lea
| Divizia 2A                                   | Divizia 2B                                       | Divizia 2C                                            | Divizia 2D                                                        |
| -------------------------------------------- | ------------------------------------------------ | ----------------------------------------------------- | ----------------------------------------------------------------- |
| - Cehia - Elveția - Malta - Croația - Israel | - Lituania - Letonia - Andorra - Cipru - Ungaria | - Danemarca - Serbia - Slovenia - Austria - Luxemburg | - Bulgaria - Norvegia - Bosnia și Herțegovina - Finlanda - Turcia |

### Eșalonul al 3-lea
| Divizia 3                                            |
| ---------------------------------------------------- |
| - Grecia - Slovenia - Estonia - Muntenegru - Belarus |

## Formatul al treilea (între 2016 și 2022)
Din septembrie 2016, Cupa Națiunilor Europene a devenit Rugby Europe Championship, alcătuit din cinci niveluri sau divizii:
- Nivelul 1 - Championship. Primele șase echipe europene clasate în afara celor Șase Națiuni contestă titlul anual. Înlocuiește fosta Divizie 1A.
- Nivelul 2 - Trophy. Următoarele șase echipe europene clasate luptă pentru promovare. Înlocuiește fosta Divizie 1B.
- Nivelul 3 - Conference 1. Douăzeci de echipe sunt separate în două Conferințe formate din zece echipe fiecare, pe baza clasamentului din anul precedent. Fiecare conferință este apoi împărțită în două, Nord și Sud, unde echipele se pot schimba în fiecare an, în funcție de participante - națiunile cele mai apropiate de graniță s-au mutat de la nord la sud și invers în fiecare sezon, după cum este necesar pentru a echilibra geografic conferințele.
- Nivelul 4 - Conference 2
- Nivelul 5 - Development. Înlocuiește Divizia 3.

Diviziile Trophy, Conference și Development se desfășoară în mod normal în sistem toamnă-primăvară, în toamna și iarna unui an și în primăvara următorului. Championship a avut loc de obicei în primăvară, concomitent cu a doua jumătate a celor trei divizii inferioare (și, de asemenea, concomitent cu Turneul celor Șase Națiuni).
Un sistem de baraj pentru promovare și retrogradare este menținut la toate nivelurile în fiecare an, îndepărtându-se de sistemul de doi ani în vigoare din 2003, ceea ce înseamnă că echipele vor promova și vor retrograda în fiecare an.
În sezonul 2020-2021, din cauza pandemiei de COVID-19, diviziile inferioare nu s-au desfășurat, iar mare parte din sezonul Championship 2021 a fost amânat, fiind desfășurat pe tot anul 2021 (astfel, ultimele sale meciuri s-au suprapus cu următoarele sezonul 2021-2022 al diviziilor inferioare). Astfel, nu a existat promovare/retrogradare între divizii, inclusiv între Championship și Trophy, în urma sezonului 2020-2021: promovarea/retrogradarea a fost reluată în urma sezonului 2022 din Championship (care s-a desfășurat la timp) și a sezoanelor Trophy, Conference și Development 2021-2022. Structura a fost ușor schimbată după 2022, pentru a crește numărul de participante din Championship la opt, în loc de șase echipe: în plus, Rusia (care a jucat și a pierdut primele două meciuri), a fost descalificată și interzisă din sezonul 2022 și din toate competițiile internaționale de rugby, până la noi ordine, în urma invaziei ruse a Ucrainei. Cele trei meciuri rămase din Championship 2022 au fost acordate adversarilor (Portugalia, Georgia și Olanda), prin neprezentare.
Calificarea pentru trei locuri europene la Cupa Mondială de Rugby 2023 a fost determinată de rezultatele colective ale edițiilor cumulat din Championship 2021 și 2022, care (deoarece nu a existat promovare și retrogradare după sezonul 2021 și că diviziile inferioare nu au fost jucate de toate echipele) au format un turneu tur-retur între cele șase națiuni ale Championship. Primele două echipe s-au calificat la Cupa Mondială pe pozițiile Europa 1 și Europa 2: echipa de pe locul trei, pe poziția Europa 3, va intra în turneul final de calificare alături de Africa 3 (Kenia), America 3 (SUA) și învinsa barajului Asia/Pacific (Hong Kong). Eliminarea Rusiei a contat puțin, din moment ce ei pierduseră toate meciurile, cu excepția a două (ambele în sezonul 2021). Cu toate acestea, a revenit problema jucătorilor neeligibili, deși nu în măsura în care a se înregistrase în calificările din 2019: Spania , care fusese a patra în 2021, dar a doua în 2022, au fost penalizată cu 10 puncte - cinci în fiecare sezon - pentru că a folosit un jucător neeligibil în două meciuri, iar depunctarea Spaniei a dus la calificarea României direct de pe locul doi în Championship, iar Portugalia a urcat pe locul trei ajungând în barajul intercontinental. Portugalia a câștigat acel turneu și s-a calificat la Cupa Mondială.
În plus, Rugby Europe a adus modificări sistemului de puncte bonus. Sistemul standard, care este aplicat în Turneul celor Șase Națiuni, a fost eliminat în favoarea sistemului francez. Principala diferență este că, în cazul în care anterior unei echipe i se acorda un punct bonus ofensiv pentru cel puțin patru eseuri, indiferent de rezultat, acum, unei echipe i se acorda un punct „bonus” ofensiv pentru o victorie în care a marcat cu cel puțin trei eseuri în plus față de adversar.

## International Championships (din 2023)
Din 2023, Rugby Europe Championship are patru divizii după ce Conference 1 și Conference 2 au fost combinate într-un singur eșalon, numit doar Conference, cu patru grupe.

## Campioanele Rugby Europe Championship și ale turneelor precedente

### Turneul FIRA (1936–1938)
| An   | Oraș gazdă | Campioană | Locul 2  | Locul 3  |
| ---- | ---------- | --------- | -------- | -------- |
| 1936 | Berlin     | Franța    | Germania | Italia   |
| 1937 | Paris      | Franța    | Italia   | Germania |
| 1938 | București  | Franța    | Germania | România  |

### Cupa Europeană (1952–1954)
| An   | Campioană | Locul 2 | Locul 3          |
| ---- | --------- | ------- | ---------------- |
| 1952 | Franța    | Italia  | Germania de Vest |
| 1954 | Franța    | Italia  | Spania           |

### Cupa Națiunilor FIRA (1965–1973)
| An      | Divizia Întâi | Divizia Întâi | Divizia Întâi | Divizia Întâi    |
| An      | Campioana     | Locul 2       | Locul 3       | Retrogradată     |
| ------- | ------------- | ------------- | ------------- | ---------------- |
| 1965–66 | Franța        | Italia        | România       | Cehoslovacia     |
| 1966–67 | Franța        | România       | Italia        | Portugalia       |
| 1967–68 | Franța        | România       | Cehoslovacia  | —                |
| 1968–69 | România       | Franța        | Cehoslovacia  | Germania Polonia |
| 1969–70 | Franța        | România       | Italia        | Cehoslovacia     |
| 1970–71 | Franța        | România       | Maroc         | Italia           |
| 1971–72 | Franța        | România       | Maroc         | Cehoslovacia     |
| 1972–73 | Franța        | România       | Spania        | —                |

### FIRA Trophy (1973–1997)
| An      | Divizia Întâi    | Divizia Întâi    | Divizia Întâi | Divizia Întâi      |
| An      | Câștigătoare     | Locul 2          | Locul 3       | Retrogradată       |
| ------- | ---------------- | ---------------- | ------------- | ------------------ |
| 1973–74 | Franța           | România          | Spania        | Polonia Maroc      |
| 1974–75 | România          | Franța           | Italia        | Cehoslovacia       |
| 1975–76 | Franța           | Italia           | România       | Olanda             |
| 1976–77 | România          | Franța           | Italia        | Maroc              |
| 1977–78 | Franța           | România          | Spania        | Cehoslovacia       |
| 1978–79 | Franța           | România          | URSS          | Spania             |
| 1979–80 | Franța           | România          | Italia        | Maroc              |
| 1980–81 | România          | Franța           | URSS          | Polonia            |
| 1981–82 | Franța           | Italia           | România       | —                  |
| 1982–83 | România          | Italia           | URSS          | Germania de Vest   |
| 1983–84 | Franța           | România          | Italia        | Polonia Maroc      |
| 1984–85 | Franța           | URSS             | Italia        | Spania             |
| 1985–87 | Franța           | URSS             | România       | Tunisia Portugalia |
| 1987–89 | Franța           | URSS             | România       | Spania             |
| 1989–90 | Franța (amatori) | URSS             | România       | Polonia            |
| 1990–92 | Franța (amatori) | Italia           | România       | —                  |
| 1992–94 | Franța (amatori) | Italia           | România       | —                  |
| 1995–97 | Italia           | Franța (amatori) | România       | —                  |

1. 1 2 3  Campioana Diviziei Întâi

### Turneul FIRA (1996–1999)
| An      | Campioana         | Locul 2           | Locul 3           | Retrogradată      |
| ------- | ----------------- | ----------------- | ----------------- | ----------------- |
| 1996–97 | Spania            | Portugalia        | Polonia           | —                 |
| 1997–98 | Nu s-a desfășurat | Nu s-a desfășurat | Nu s-a desfășurat | Nu s-a desfășurat |
| 1998–99 | Nu s-a desfășurat | Nu s-a desfășurat | Nu s-a desfășurat | Nu s-a desfășurat |

### Cupa Europeană a Națiunilor (2000–2016)
| An      | Divizia Întâi | Divizia Întâi | Divizia Întâi | Divizia Întâi |
| An      | Campioana     | Locul 2       | Locul 3       | Retrogradată  |
| ------- | ------------- | ------------- | ------------- | ------------- |
| 2000    | România       | Georgia       | Maroc         | —             |
| 2001    | Georgia       | România       | Rusia         | —             |
| 2001–02 | România       | Georgia       | Rusia         | Olanda        |
| 2003–04 | Portugalia    | România       | Georgia       | Spania        |
| 2004–06 | România       | Georgia       | Portugalia    | Ucraina       |
| 2006–08 | Georgia       | Rusia         | România       | Cehia         |
| 2008–10 | Georgia       | Rusia         | Portugalia    | Germania      |
| 2010    | România       | Georgia       | Rusia         | Germania      |
| 2011    | Georgia       | România       | Portugalia    | Ucraina       |
| 2012    | Georgia       | Spania        | România       | Ucraina       |
| 2013    | Georgia       | România       | Rusia         | Belgia        |
| 2014    | Georgia       | România       | Rusia         | Belgia        |
| 2015    | Georgia       | România       | Spania        | Portugalia    |
| 2016    | Georgia       | România       | Rusia         | Portugalia    |

### Rugby Europe International Championships (2016–)
| An      | Championship | Championship | Championship | Championship |
| An      | Campioana    | Loc 2        | Loc 3        | Retrogradată |
| ------- | ------------ | ------------ | ------------ | ------------ |
| 2016–17 | România      | Georgia      | Spania       | —            |
| 2017–18 | Georgia      | Rusia        | Germania     | —            |
| 2018–19 | Georgia      | Spania       | România      | Germania     |
| 2019–20 | Georgia      | Spania       | România      | Belgia       |
| 2020–21 | Georgia      | România      | Portugalia   | —            |
| 2021–22 | Georgia      | România      | Spania       | Rusia        |
| 2022–23 | Georgia      | Portugalia   | România      | —            |
| 2023–24 | Georgia      | Portugalia   | Spania       | Polonia      |

1. ↑  Descalificată și suspendată în urma Invazia Rusiei în Ucraina

## Legături externe
- Site-ul Rugby Europe